# Gheorghe Piperea
Gheorghe Piperea (ur. 1 marca 1970 w Singureni) – rumuński polityk, prawnik i nauczyciel akademicki, poseł do Parlamentu Europejskiego X kadencji.

## Życiorys
W 1994 ukończył studia prawnicze na Uniwersytecie Bukareszteńskim, na którym w następnym roku uzyskał magisterium z prawa gospodarczego. Doktoryzował się w 2005 na macierzystej uczelni (po ukończeniu studiów doktoranckich prowadzonych we współpracy z Université Panthéon-Sorbonne). Początkowo związany z sądownictwem, w 1996 podjął praktykę w zawodzie adwokata. W 2001 uzyskał również uprawnienia syndyka. Był członkiem rady adwokackiej w Bukareszcie, został także przewodniczącym stowarzyszenia ochrony konsumentów „Parakletos”. Zajął się też działalnością dydaktyczną na Uniwersytecie Bukareszteńskim, na którym doszedł do stanowiska profesorskiego. Zyskał pewną rozpoznawalność, wytaczając pozwy zbiorowe przeciwko bankom w sprawach dotyczących oprocentowania kredytów udzielanych we frankach szwajcarskich.
W 2009 deklarował zamiar startu w wyborach prezydenckich, nie zdołał jednak zebrać wystarczającej liczby podpisów potrzebnych do zarejestrowania kandydatury. W trakcie pandemii COVID-19 rozpowszechniał teorie antyszczepionkowe. Związał się z prawicową partią pod nazwą Sojusz na rzecz Jedności Rumunów. W wyborach w 2024 uzyskał mandat posła do Parlamentu Europejskiego X kadencji. W tym samym roku został też wybrany w skład Izby Deputowanych (jednak zrezygnował z objęcia mandatu w krajowym parlamencie).